# Herbert Goering

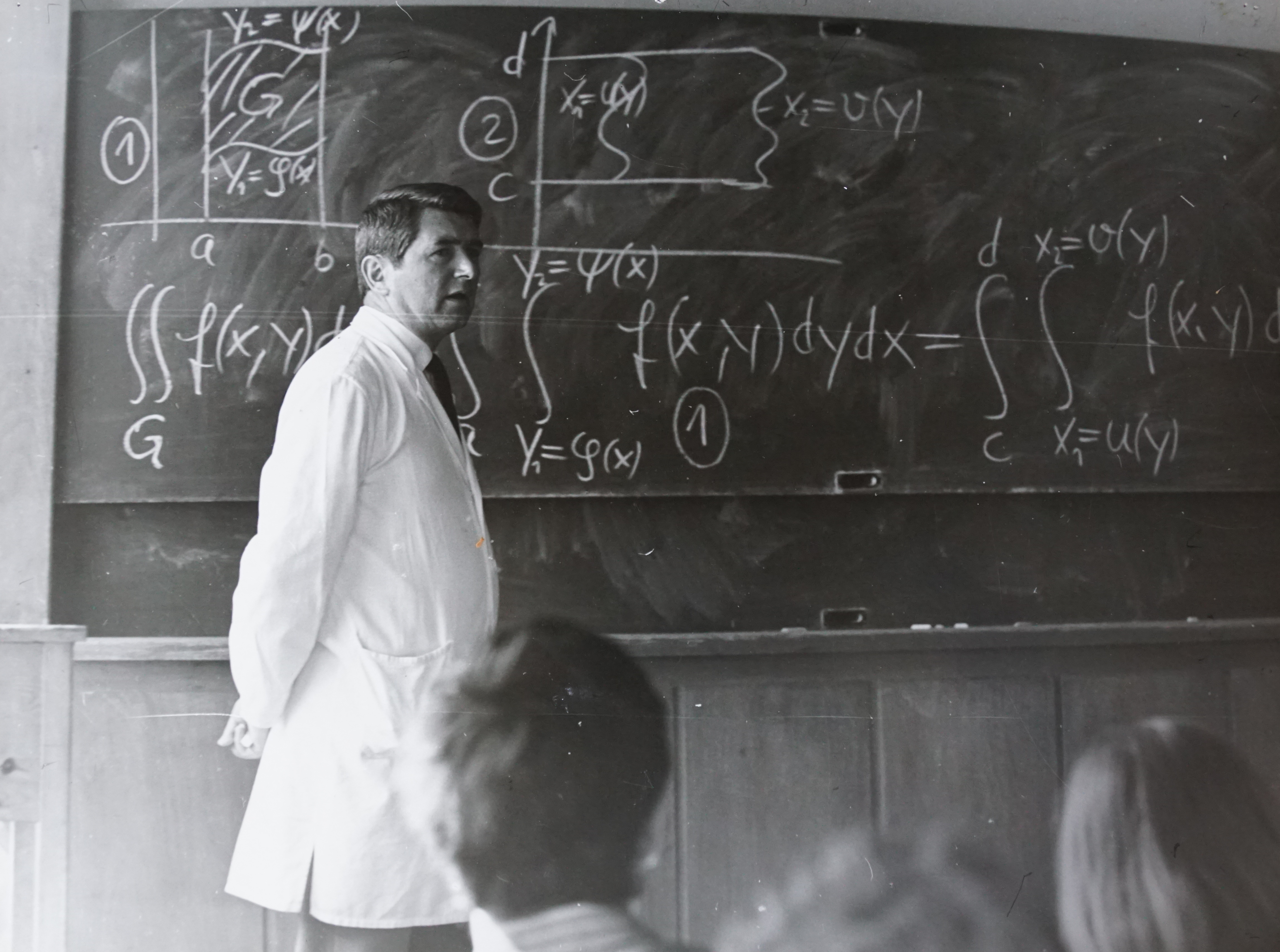
Herbert Goering in einer Vorlesung

Herbert Goering (* 22. März 1925 in Aken; † 2. Mai 2025) war ein deutscher Mathematiker und Hochschullehrer, bekannt als Gründer der Magdeburger Schule zur Analysis und Numerik singulär gestörter Probleme, des heutigen Instituts für Analysis und Numerik der Universität Magdeburg.

## Werdegang
Nach einer Lehre zum Elektriker 1939 bis 1942 studierte Herbert Goering von 1946 bis 1951 Mathematik an der Martin-Luther-Universität Halle-Wittenberg. Von 1952 bis 1959 arbeitete er als wissenschaftlicher Assistent an der Humboldt-Universität bzw. am Weierstraß-Institut in Berlin. Er promovierte 1957 mit einer Arbeit zu einem singulär gestörten Eigenwertproblem, einem Stabilitätsproblem für gewisse Strömungen. 1960 wurde er als Professor an die Hochschule für Bauwesen Cottbus berufen, wechselte dann 1962 bis 1964 an die Hochschule für Bauwesen Leipzig. Nach der Habilitation 1964 und einem Ruf nach Magdeburg leitete Goering von 1964 bis 1990 das Institut für Analysis an der Technischen Hochschule Magdeburg (später Technische Universität Magdeburg) und war von 1968 bis 1974 Direktor der Sektion Mathematik/Physik. Als Vorsitzender eines Arbeitskreises beim Ministerium für Wissenschaft und Technik engagierte sich Goering für die Verbreitung und Popularisierung der Anwendung mathematischer Methoden in Industrie und Landwirtschaft.

## Zum mathematischen Wirken
Goering publizierte eine Reihe von Büchern zur Popularisierung von Methoden zur Lösung von Differentialgleichungen, zu asymptotischen Methoden und zur Finite-Elemente-Methode. Alle diese Bücher erreichten mehrere Auflagen, das Finite-Elemente-Buch vier Auflagen im Zeitraum von 1985 bis 2010.
Da die Ausbildung von Mathematikern in Magdeburg erst 1965 begann, war die Gewinnung von wissenschaftlichem Nachwuchs extrem wichtig. Einerseits sorgte die Spezialklasse für Mathematik/Physik für einen stabilen Strom von Mathematikstudenten, zum anderen gründete Goering einen Studentenzirkel, in dem engagierte Studenten schon ab dem zweiten Studienjahr die ersten Fühler in Richtung der mathematischen Forschung ausstrecken konnten. Zunächst noch recht breit auf dem Gebiet der Analysis von Differentialgleichungen aufgestellt, konzentrierte sich die Forschung zunehmend in Richtung asymptotischer Methoden und deren Anwendung. Insgesamt 14 Doktoranden und zahlreiche Diplomanden fanden in der Gruppe um Goering eine wissenschaftliche Heimat.
Mit der Monographie Singularly perturbed differential equations 1983 wurde ein erster Höhepunkt der Arbeit zu asymptotischen Methoden für Differentialgleichungen erreicht. Etwa ab 1980 orientierte sich die Gruppe um Goering zunehmend in Richtung numerischer Methoden für singulär gestörte Differentialgleichungen und Strömungsprobleme. Die Magdeburger Schule wurde weltbekannt durch die Forschungsergebnisse auf diesem Gebiet. So publizierten Goering und seine Schüler Gert Lube, Hans-Görg Roos, Lutz Tobiska und Friedhelm Schieweck neben Büchern etwa 430 wissenschaftliche Arbeiten und organisierten zahlreiche Konferenzen und Workshops.

## Schriften
Laut ZbMATH liegen 4 Bücher und 3 Veröffentlichungen in Fachzeitschriften vor.
Bücher
- Elementare Methoden zur Lösung von Differentialgleichungsproblemen. Akademie-Verlag, 1967 (weitere Auflagen 1968, 1978).
- Asymptotische Methoden zur Lösung von Differentialgleichungen. Akademie-Verlag, 1977 (auch Vieweg, 1977, ISBN 3-528-06827-2).
- Mit A. Felgenhauer, G. Lube, Hans-G. Roos und L. Tobiska: Singularly perturbed differential equations. Akademie Verlag, 1983.
- Mit Hans-G. Roos und L. Tobiska: Finite-Element-Methode. Akademie-Verlag, 1985 (weitere Auflagen 1989, 1993, und 2010 bei Wiley).

Wissenschaftliche Arbeiten
- Mathematische Untersuchungen zum Umschlag laminar-turbulent. In: Math. Nachrichten. Band 17, 1958, S. 358–393.
- Zur Berechnung der Torsion eines prismatischen Balkens mit schwach nichtlinearem Elastizitätsgesetz. In: Wiss. Z. TH Magdeburg. Band 12, 1968, S. 199–201.
- Mit Lutz Tobiska: Finite element methods for singularly perturbed elliptic boundary value problems and its application to the stationary Navier-Stokes equations. In: Zeitschrift f. Analysis und Anwendungen. Band 8, 1989, Nr. 1, S. 13–23.